# جیمز گارفیلد (بازیکن فوتبال)
جیمز گارفیلد (انگلیسی: James Garfield؛ 19 April 1874 – ۱۹۴۹ (۷۴−۷۵ سال)) بازیکن فوتبال بود.
از باشگاه‌هایی که در آن بازی کرده‌است می‌توان به باشگاه فوتبال دربی کانتی اشاره کرد.